# Tórtoles de la Sierra
Tórtoles de la Sierra es un municipio y localidad española de la provincia de Ávila, en la comunidad autónoma de Castilla y León. El término municipal tiene una población de 38 habitantes (INE 2024).

## Geografía
El municipio tiene una superficie de 20,78 km² y pertenece al partido judicial de Piedrahíta. 

## Historia
A mediados del siglo XIX, el lugar contaba con una población censada de 441 habitantes. La localidad aparece descrita en el decimoquinto volumen del Diccionario geográfico-estadístico-histórico de España y sus posesiones de Ultramar de Pascual Madoz de la siguiente manera:

TÓRTOLES: l. con ayunt. en la prov. y dióc. de Avila (9 leg.) part. jud. de Piedrahita (2), aud. terr. de Madrid (24); y c. g. de Castilla la Vieja (Valladolid 24): sit. parte en cuesta y parte en llano; le combaten con mas frecuencia los vientos N. y O., su clima es frio, padeciéndose por lo comun calenturas nerviosas. Tiene 130 casas inclusa la de ayunt., que á la par sirve de cárcel; escuela de primeras letras comun á ambos sexos dotada con 600 rs.; varios manantiales de cuyas aguas se utilizan los vec. para sus usos, y una igl. parr. (Santiago Apóstol) curato de entrada y provision ordinaria, tiene un anejo en Cabezas de Bonilla; el cementerio esta en parage que no ofende la salud pública: confina el térm. N. cas. Serranos de la Torre; E. Bonilla; S. Becedillos, y O. Cabezas de Bonilla; se estiende 1 leg. por N. y S. y 1/2 por E. y O. y comprende un monte de encina, el cual se labra, y diferentes prados con regulares pastos: el terreno es arenisco y de inferior calidad: el correo se recibe en la cab. del part. prod.: trigo, cebada, centeno, algarrobas, garbanzos, patatas y nabos: mantiene ganado lanar, vacuno, caballar, asnal y de cerda, y cria caza de liebres y perdices. pobl.: 108 vec., 441 alm. cap. prod.: 1.225,400. rs. imp.: 49,016. ind.: 1,150. contr.: 5,389 20.
(Madoz, 1849, p. 45)

## Demografía
Tórtoles cuenta con una población de 38 habitantes (INE 2024).
| Gráfica de evolución demográfica de Tórtoles entre 1842 y 2021                                                        |
| |
| Población de derecho según los censos de población del INE. Población de hecho según los censos de población del INE. |

## Patrimonio
La iglesia parroquial de Santiago apóstol es un edificio del siglo XVI, con nave de cabecera única. Su construcción es de sillarejo y mampostería reforzada con sillares. La cabecera es poligonal y en el testero aparecen tres paños y cornisa con bolas y pequeñas pirámides a imitación de los pináculos de la colegiata de Bonilla de la Sierra. El artesonado semiochavado con dos tirantes, admizate de lado con estrella de 8 puntas y símbolos solares. Todo del siglo XVIII. En la clave del arco del mediodía se muestra el escudo del obispo Alonso Carrillo de Albornoz (1497-1514).

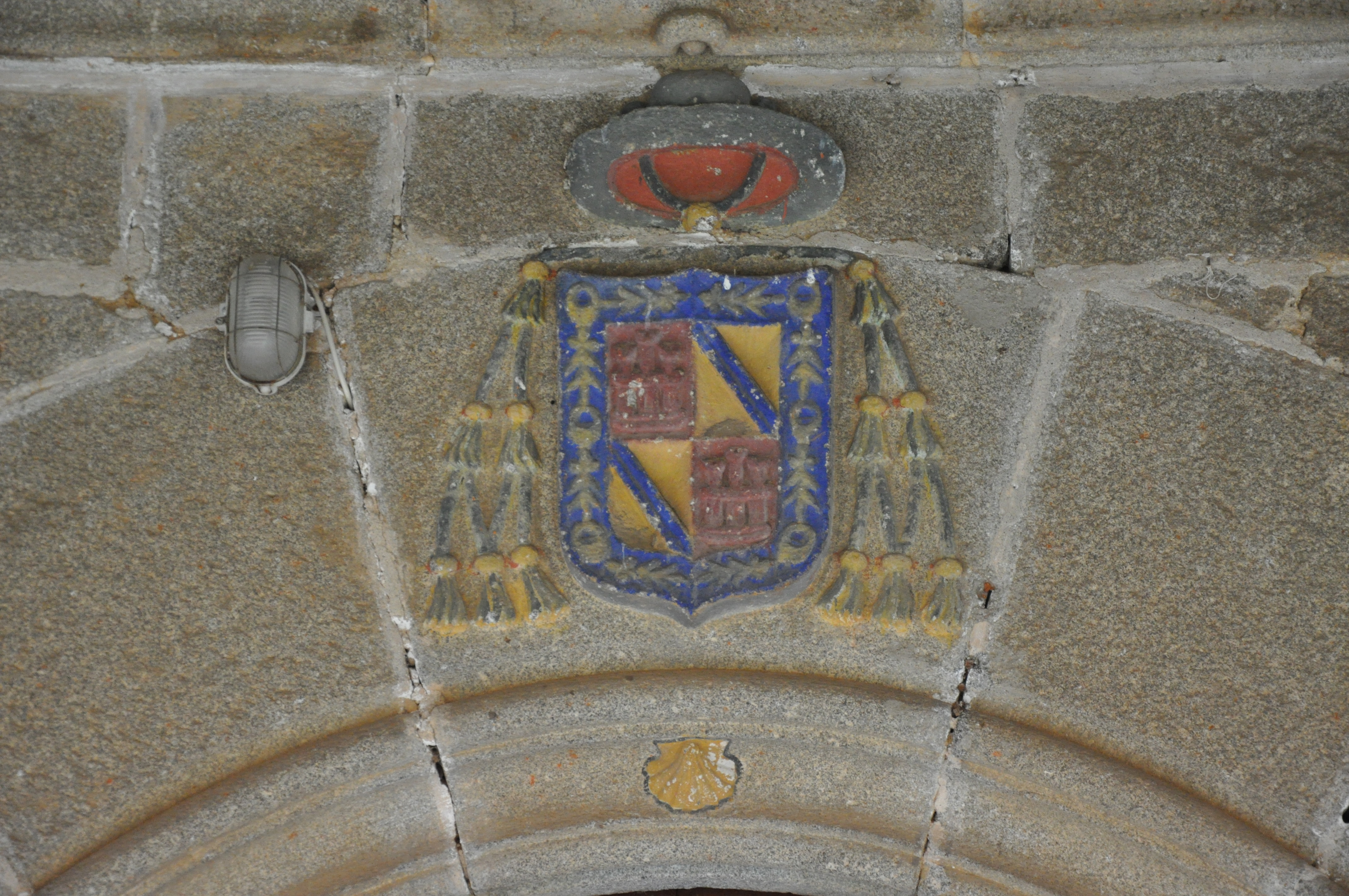
Escudo del obispo Alonso Carrillo de Albornoz
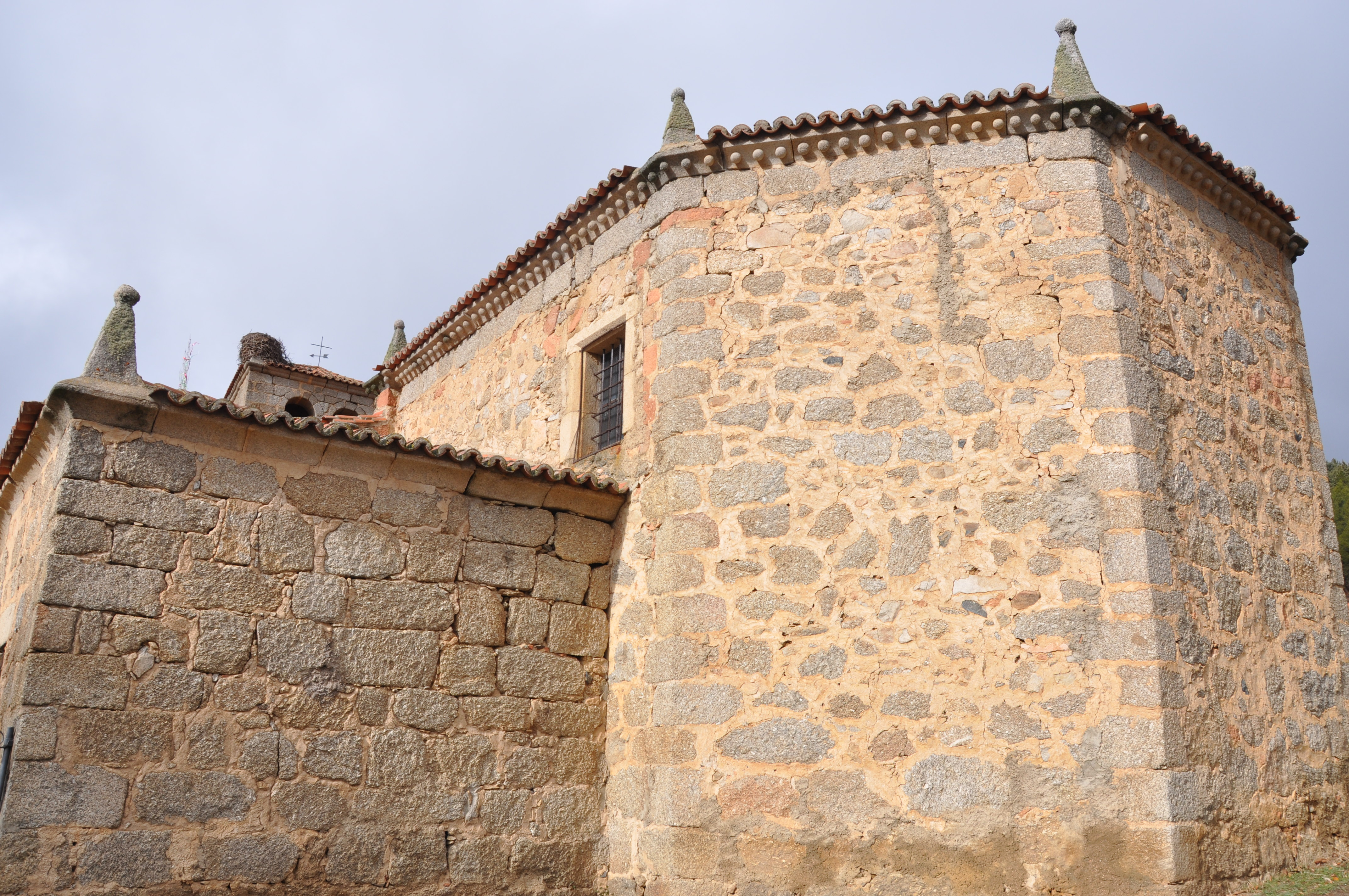
Cabecera decorada con bolas -perlado abulense- y pequeños pináculos
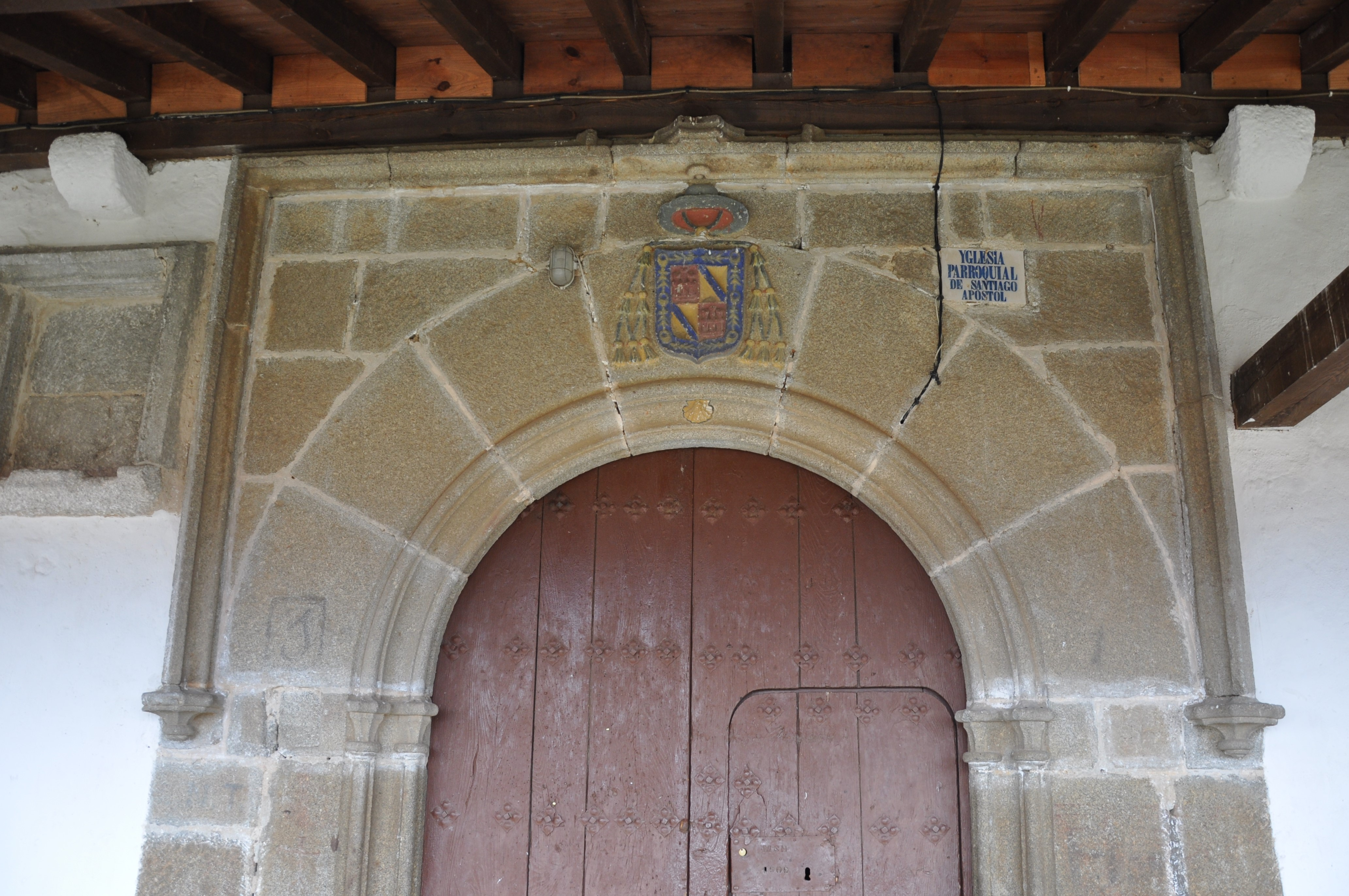
Portada enmarcada en un alfiz
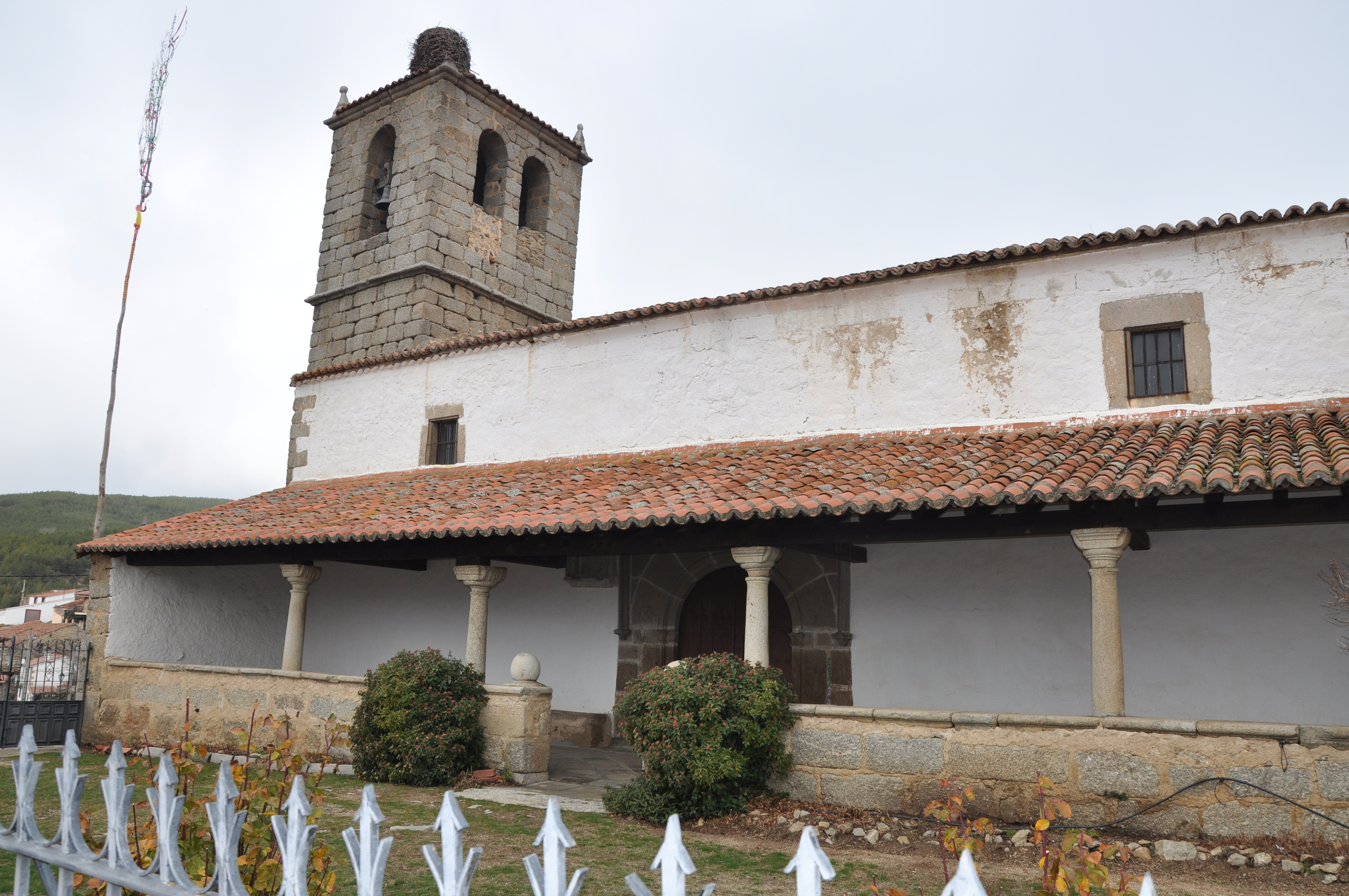
Atrio de la iglesia parroquial de Santiago apóstol
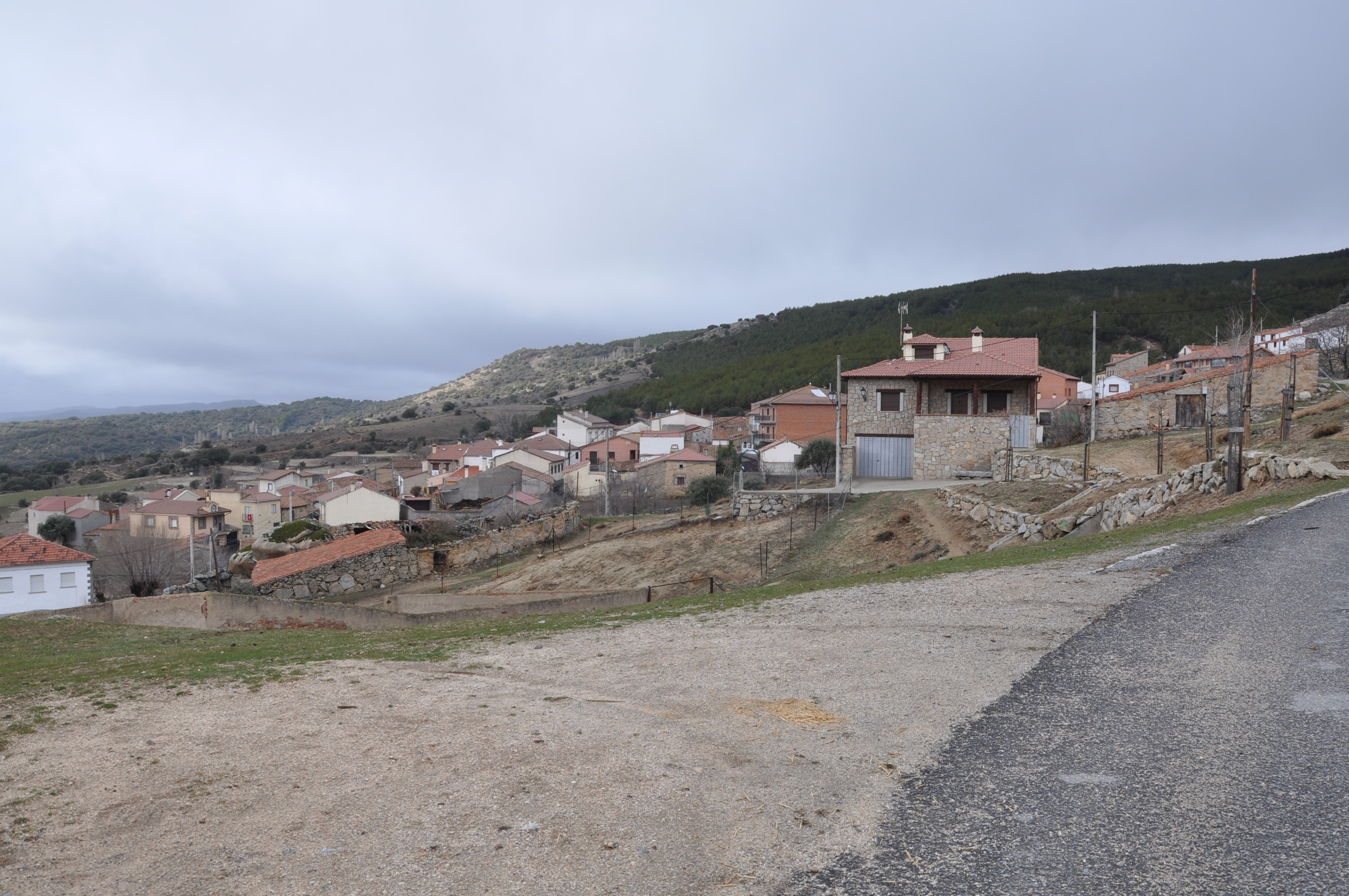
Vista panorámica de Tórtoles
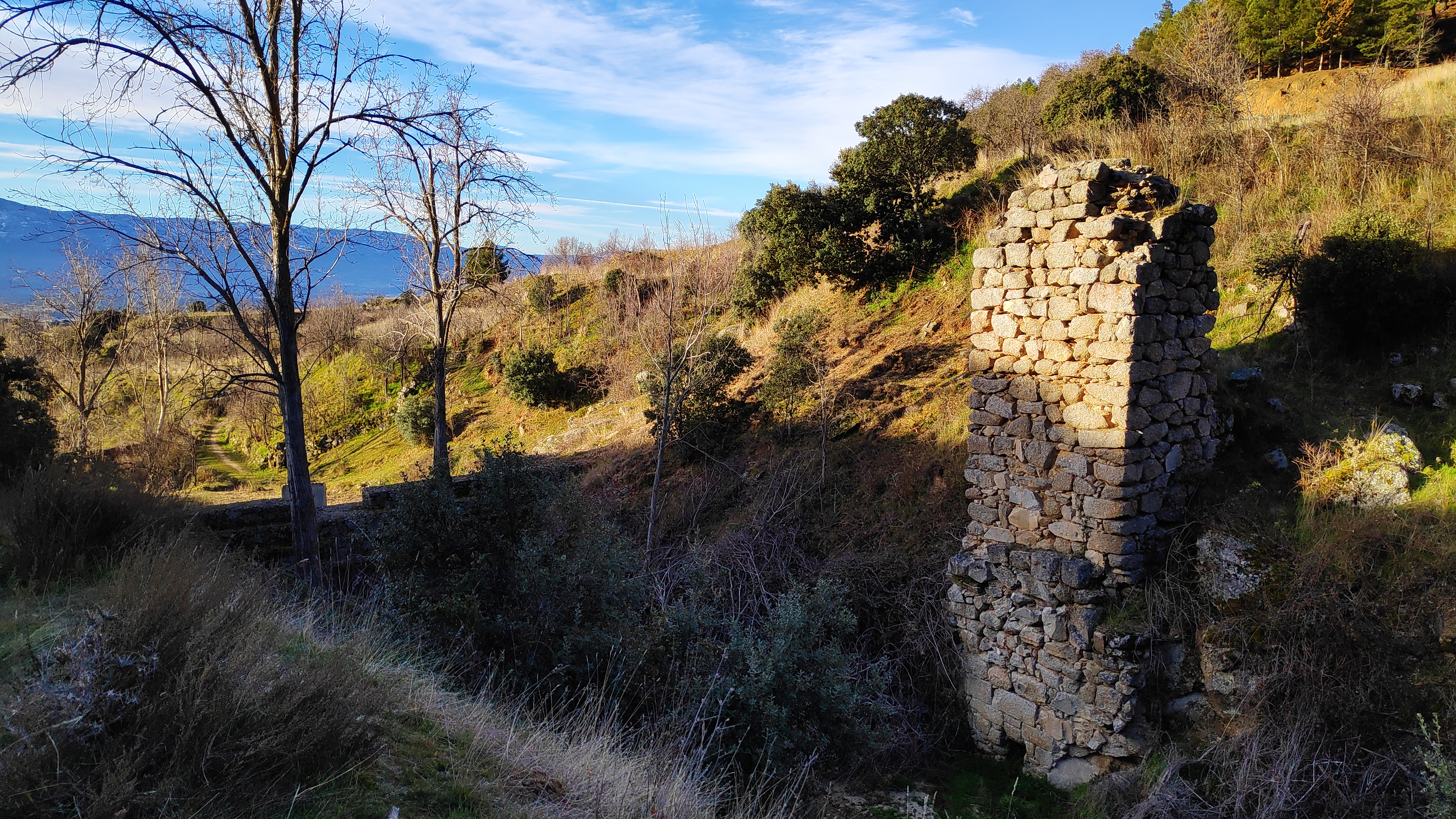
El Molino del Cubo o "Molinillo" como se le conoce en la localidad, fue una construcción pensada para aprovechar el escaso caudal existente en el arroyo para poder moler el grano. Los restos que quedan en la actualidad, corresponden a un depósito que almacenaba el agua y movía la maquinaria necesaria independientemente del caudal que hubiera.